# 苗庄镇 (天津市)
苗庄镇，是中华人民共和国天津市宁河区下辖的一个乡镇级行政单位。

## 行政区划
苗庄镇下辖以下地区：
刘庄子村、大沙窝村、小沙窝村、麦穗沽村、苗枣庄村、柳庄子村、小茄庄村、张凤庄村、苗庄子村、南珠庄村、前捷道沽村、中捷道沽村、小捷道沽村、后捷道沽村、东瓦房港村、西瓦房港村、赵路庄村、马滑庄村、前于飞庄村、中于飞庄村、东窝村、后刘瘸村、塔慈村、倒流村、南窝村、梨园村、前江石沽村、后江石沽村、东杨庄村和孟旧窝村。